# Pierwsza Partia Łotwy
Pierwsza Partia Łotwy (łot. Latvijas Pirmā Partija, LPP) – łotewskie ugrupowanie chrześcijańsko-demokratyczne, członek koalicji centroprawicowej rządzącej Łotwą (2002–2004; 2004–2009). Od 2007 część partii LPP/LC. 

## Historia
Pierwsza Partia Łotwy została założona 25 maja 2002 na bazie istniejących wcześniej ruchów i partii politycznych o profilu konserwatywnym i chrześcijańskim: „O duchowe odrodzenie na Łotwie” (łot. Par garīgo atdzimšanu Latvijā), Nowej Partii Chrześcijańskiej Ainārsa Šlesersa i Zjednoczenia Chrześcijańsko-Demokratycznego (Kristīgi demokrātiskās savienība, KDS). Na jej czele stanęli Ēriks Jēkabsons i Ainārs Šlesers. Partia opowiadała się przeciwko eksperymentom obyczajowym występującym w Europie Zachodniej. Występowała za zakazem przerywania ciąży, była również przeciwniczką rodzącego się ruchu homoseksualnego na Łotwie. Z jej inicjatywy zmieniony został art. 110 konstytucji Republiki Łotewskiej – zdefiniowano w nim małżeństwo jako związek kobiety i mężczyzny. W sferze gospodarczej opowiadała się za społecznie odpowiedzialną gospodarką rynkową oraz wspieraniem przedsiębiorców. Sprzeciwiała się dzieleniu społeczeństwa łotewskiego na klasy społeczne i narodowości, występując za integracją mniejszości rosyjskojęzycznej we wspólnym państwie. Domagała się od państwa prowadzenia polityki prorodzinnej. 
W wyborach z 5 października 2002 uzyskała 9,6% głosów i objęła 10 mandatów w Sejmie. Weszła w skład czteropartyjnej koalicji rządzącej Łotwą delegując ministrów do rządów Einarsa Repšego (2002–2004), Indulisa Emsisa (2004) i Aigarsa Kalvītisa (2004–2007). 
W październiku 2005 dotychczasowy przewodniczący i minister spraw wewnętrznych Ēriks Jēkabsons opuścił partię ze względu na zbyt bliskie związani z Borisem Bieriezowskim. 
Do wyborów na jesieni 2006 partia poszła w sojuszu z Łotewską Drogą uzyskując 8,59% głosów i 10 mandatów (w tym 5 dla Łotewskiej Drogi). Ponownie weszła w skład rządzącej koalicji. Na początku 2007 doszło do politycznej fuzji obu ugrupowań, które przybrały nazwę LPP/LC, a w 2009 opuściły centroprawicową koalicję rządzącą.